# Président de la république du Mali
Le président de la république du Mali est le chef de l'État du Mali. Ses compétences politiques et institutionnelles sont régies par la Constitution.

## Mode de scrutin
Le président de la république du Mali est élu au scrutin uninominal majoritaire à deux tours pour un mandat de cinq ans renouvelable une seule fois.